# 群馬県立高崎工業高等学校
群馬県立高崎工業高等学校（ぐんまけんりつ たかさきこうぎょう こうとうがっこう）は、群馬県高崎市江木町に所在する県立工業高等学校。

## 概要
高崎工業高校は全日制と定時制がある。『高工』（たかこう）という略称で呼ばれることが多い。
全日制は機械科、電気科、情報技術科、建築科、土木科、工業化学科の6科がある。機械科のみ2クラスあり、1学年7クラスから構成されている。定時制は機械・電気科（機械コース、電気コース）、建設科（建築コース、土木コース）がある。
2年に一度開催される工業祭では、工業高校ならではの活動が見られる。球技大会が毎年9月に開催される。

## 学科
- 全日制課程
  - 機械科
  - 電気科
  - 土木科
  - 建築科
  - 情報技術科
  - 工業化学科
- 定時制課程
  - 機械・電気科
    - 機械コース
    - 電気コース

  - 建設科
    - 土木コース
    - 建築コース

平成29年度より
- - 工業技術科
    - テクニカルコース
    - 都市デザインコース

## 沿革
- 1939年7月15日 - 群馬県立高崎工業学校として開校
- 1948年4月1日 - 学制改革により群馬県立高崎工業高等学校と改称
- 2019年 - 創立80周年

### 特色
高崎工業高校は全日制の高校としては全国的にも非常に珍しい完全給食制である。校内の複合施設に食堂があり、1日3種類のメニューから成り立っており、900人近い生徒が給食を毎日食べている。ちなみに群馬県では明和県央高等学校も給食制である。

## 著名な出身者
- 富岡久貴 - プロ野球選手（群馬ダイヤモンドペガサス）
- 相原信行 - 体操選手（ローマ五輪金メダリスト）
- 相原豊 - 体操選手（バルセロナ五輪銅メダリスト）
- 相原誠 - 体操選手（ユニバーシアード代表）
- 山田辰也 - 体操選手（シドニー五輪代表）
- 角田勝次 - バスケットボール選手（1964年東京五輪日本代表）
- 金子宗平 - 元円盤投日本記録保持者。ローマ・東京五輪代表
- 三原正 - 元WBAスーパーウェルター級世界チャンピオン
- 高橋光宏 - 競輪選手
- 松浦幸雄 - 高崎市長
- 新井隆二 - ビックカメラ創業者
- ジョナサン・シガー - タレント
- 黒古一夫 - 文芸評論家
- 茂原隆由 - ラグビー選手
- 小板橋徹 - 山岳ガイド